# 四氏
四氏，指孔、顏、曾、孟四氏。孔丘、顏回、曾參、孟軻、孔伋（孔子之孙）是傳統中國尊奉的儒家五大聖賢。歷代以來有封祀孔子為至聖、顏子為復聖、曾子為宗聖、孟子為亞聖，孔伋为述聖。因而孔、顏、曾、孟以四氏並稱。
四氏家譜有“通天譜”之說，即四姓家譜輩字天下相同，四氏統一，其实并非如此。曲阜颜氏嫡裔自五十六代孙始跟随孔氏的“之、 氵”字派，后在第五十九代孙使用孔氏全国统一的字派，但到六十一代就终止了。据推测是因为与颜氏与孔子沾亲（孔子母亲颜征在，就是颜氏族人），但是当时无法推断颜回与孔子母亲的辈份关系。所以颜氏自颜回六十二世孙时，开始另用字派。曲阜颜氏嫡裔字派自颜回六十一代孙起，为“公重从嗣胤，伯光绍懋崇，怀士锡振承，景世廷秉培，克建永沛昭，启裕显兆守。德泽知好乐，惟有仰立卓，周正曾安鼎，祥云天自多，继志忠孝悌，纲常如大科。”
- 明建文二年，明惠帝赐孔氏八字行辈：“公、彦、承、弘、闻、贞、尚、胤”，由于56代及57代衍圣公孔希学及孔讷先后于明洪武时袭封，所以“希”“言”亦用他行辈，排在“公”前，日后又因为避雍正帝，乾隆帝讳，所以實際為十個輩字：“希、言、公、彥、承，宏、聞、貞、尚、衍”。
- 明崇祯年间續十字，即：“興毓傳繼廣，昭憲慶繁祥”
- 清康熙年間，御賜孔、孟、曾統一字派。
- 清同治年间，再续十字，即“令德維垂佑，欽紹念顯揚”
- 1918年，衍圣公孔令贻又拟八十六代至一百零五代字派“建道敦安定，懋修肇彝常，裕文煥景瑞，永錫世緒昌”，上报大总统徐世昌，得到批准。故此，孔、孟、曾通用字派為：

希言公彥承，宏聞貞尚衍；

興毓傳繼廣，昭憲慶繁祥；

令德維垂佑，欽紹念顯揚；

建道敦安定，懋修肇彝常；

裕文煥景瑞，永錫世緒昌。
- 孔氏自五十六代始用“希”
- 孟氏自五十六代始用“希”
- 曾氏东宗、曾氏南宗自六十三代始用“宏”